# Кітфо

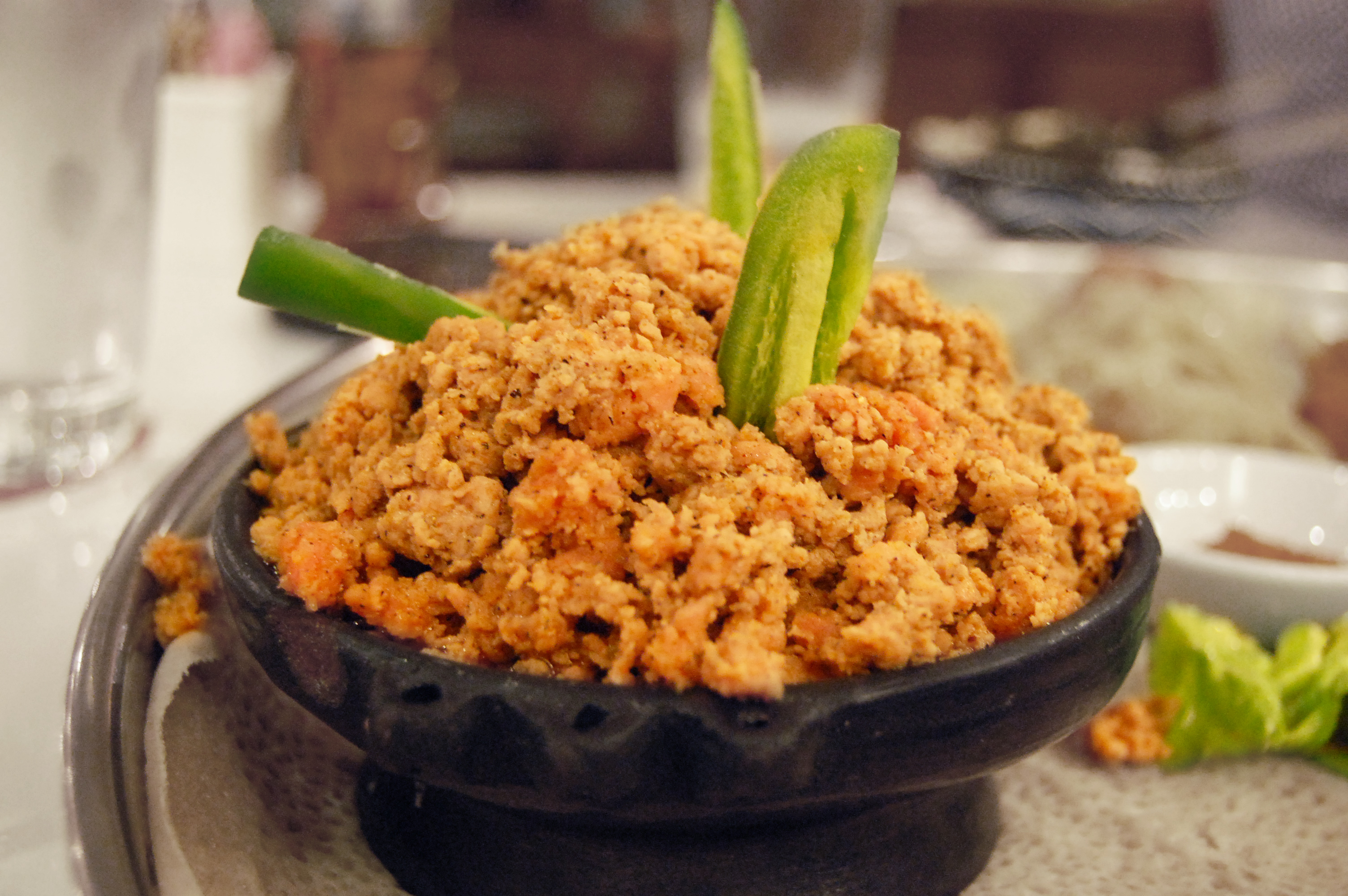
Кітфо.

Кітфо — це традиційна страва ефіопської кухні. Страва складається з фаршу сирої яловичини, смажиться і маринується в мітміті, додаються перець чилі і нітер кіббех  (топлене масло разом з травами і спеціями). Кітфо може бути приготоване з додаванням сиру і вареної зелені. У багатьох частинах Ефіопії, кітфо подається разом з инджера і коржиками з тефу. У традиційній кухні Гураге, може бути використаний кочо (хліб з енсети). Енсета може використовуватися як гарнір  .
В ефіопській кухні майже всі м'ясні страви являють собою пасту, яку їдять за допомогою коржів. Кітфо — це дрібно нарізана яловичина, в темному і дуже ароматному соусі; які спеції використовуються, ефіопи не розкривають.